# Ellyse Perry
Pour les articles homonymes, voir Perry.
Ellyse Perry, née le 3 novembre 1990 à Wahroonga, est une joueuse australienne de football évoluant au poste de défenseur ainsi qu'une joueuse de cricket évoluant au poste d'all-rounder. 
Elle joue en football en équipe d'Australie de football féminin (16 sélections et 3 buts au 13 juillet 2011) et au Canberra United. En cricket, Perry fait partie de l'équipe d'Australie de cricket féminin et évolue au New South Wales Breakers.
Elle est mariée avec Matt Toomua.